# Limosina macrosetitarsalis
Limosina macrosetitarsalis är en tvåvingeart som beskrevs av Papp 1974. Limosina macrosetitarsalis ingår i släktet Limosina och familjen hoppflugor.
Artens utbredningsområde är Mongoliet. Inga underarter finns listade i Catalogue of Life.